# Tipula (Acutipula) brunnirostris
Tipula (Acutipula) brunnirostris is een tweevleugelige uit de familie langpootmuggen (Tipulidae). De soort komt voor in het Oriëntaals gebied.